# Selemne
Segons la mitologia grega, Selemne (en grec antic: Σελέμνος, Selemnos) va ser una divinitat fluvial fill d'Oceà i Tetis. Era el déu del rierol Selemne, un curs d'aigua de la regió d'Acaia que desemboca a l'actual Rio.
Pausànias explica que Selemne era un pastor enamorat d'Àrgira, una nimfa d'una font d'Arcàdia. Ella li va correspondre mentre el pastor va ser jove, però quan va perdre la seva bellesa, la nimfa l'abandonà. Selemne es va morir de desesperació i Afrodita el va transformar en riu. Tot i la transformació, Selemne continuava angoixat per no tenir l'amor de la nimfa, i Afrodita li va concedir que pogués oblidar totes les seves penes. D'aquesta manera, es deia que tothom que es banyava a les aigües del riu Selemne oblidava les seves penes d'amor.